# Ekins Island
Ekins Island ist eine unbewohnte Insel in der Qikiqtaaluk-Region des kanadischen Territoriums Nunavut.

## Geographie
Ekins Island bildet mit Table Island und Exmouth Island eine Inselgruppe, die im Belcher-Kanal zwischen Devon Island im Süden und Cornwall Island im Norden liegt. Von Cape Briggs auf der Grinnellhalbinsel Devon Islands ist sie 8,1 km entfernt. Die Form der Insel ähnelt einem Parallelogramms mit der langen Diagonale in Ost-West-Richtung. Sie ist 5,5 km lang und bis zu 2,8 km breit. Verglichen mit den Nachbarinseln, die Höhen von fast 200 m erreichen, ist Ekins Island flach. Der höchste Punkt befindet sich 21 m über dem Meeresspiegel.

## Geschichte
Edward Belcher entdeckte die Insel 1852 auf der Suche nach der verschollenen Franklin-Expedition. Sie erscheint unter ihrem heutigen Namen auf einer Karte in einem von Richard Owen verfassten Text im Anhang von Belchers 1855 erschienenem Reisebericht. Charles Ekins (1768–1855) war 1816 bei der Bombardierung Algiers Commander der HMS Superb, auf der Belcher 17-jährig Dienst tat.